# Andrei Wiktorowitsch Schefer
Andrei Wiktorowitsch Schefer (russisch Андрей Викторович Шефер; * 26. Juli 1981 in Swerdlowsk, Russische SFSR) ist ein ehemaliger russischer Eishockeyspieler, der zuletzt bis September 2016 bei Sewerstal Tscherepowez in der Kontinentalen Hockey-Liga unter Vertrag stand. Seit 2023 ist er Cheftrain des MHK Dynamo Sankt Petersburg in der Molodjoschnaja Chokkeinaja Liga.

## Karriere
Andrei Schefer begann seine Karriere als Eishockeyspieler in der Nachwuchsabteilung von Sewerstal Tscherepowez, für dessen Profimannschaft er in der Saison 1998/99 sein Debüt in der Superliga gab. Anschließend wurde er im NHL Entry Draft 1999 in der zweiten Runde als insgesamt 43. Spieler von den Los Angeles Kings ausgewählt und verbrachte die Saison 1999/2000 bei den Halifax Mooseheads, die ihn beim CHL Import Draft 1999 an insgesamt 20. Stelle gezogen hatten, in der kanadischen Juniorenliga QMJHL. Aufgrund der Sprachbarriere und persönlicher Probleme kehrte Schefer zur Saison 2000/01 zu seinem Ex-Verein Sewerstal Tscherepowez zurück. Nach 20 Spielen wurde er aufgrund mangelnder Eiszeit an den SKA Sankt Petersburg ausgeliehen, wo der als Stürmer ausgebildete Schefer erstmals als Verteidiger eingesetzt wurde. Kurz vor den Playoffs wurde er zu Sewerstal zurückbeordert, erhielt aber weiter wenig Einsatzchancen und spielte entweder in der dritten oder vierten Reihe oder wieder als Verteidiger. In der folgenden Spielzeit wurde er erneut an den SKA Sankt Petersburg ausgeliehen, kehrte aber nach 28 Partien nach Tscherepowez zurück.  In den folgenden viereinhalb Jahren spielte er für seinen Heimatclub in der Superliga, musste aber zeitweise auch in der zweiten Mannschaft aufs Eis gehen oder als überzähliger Spieler die Spiele von der Tribüne aus verfolgen.
Von 2006 bis 2008 stand Schefer beim Hauptstadtklub HK ZSKA Moskau unter Vertrag, wo er deutlich mehr Eiszeit erhielt und seine Punkteausbeute deutlich steigerte. Aufgrund dieser Leistungen wurde Schefer zur Saison 2008/09 erneut von Sewerstal Tscherepowez verpflichtet. Für seinen Heimatclub stand er in den folgenden vier Spieljahren in der neu gegründeten Kontinentalen Hockey-Liga auf dem Eis. Im Mai 2012 kehrte er nach Moskau zurück, als er für zwei Jahre vom HK Spartak Moskau unter Vertrag genommen wurde. Das zweite Vertragsjahr erfüllte er jedoch nicht, sondern spielte anschließend für den HK Jugra Chanty-Mansijsk, ehe er im Mai 2014 zu seinem Stammverein zurückkehrte. Dort wurde er zum Mannschaftskapitän ernannt und beendete gegen Jahresende 2016 seine Karriere.

### International
Für Russlands Junioren nahm Schefer an der U18-Junioren-Weltmeisterschaft 1999 sowie der U20-Junioren-Weltmeisterschaft 2001 teil.

### Trainer
Nach dem Ende seiner aktiven Karriere stieg Schefer in das Trainergeschäft ein. Nach Stationen in Tscherepowez und Moskau, wo er als Assistenztrainer des MHK Dynamo 2021 die Molodjoschnaja Chokkeinaja Liga gewinnen konnte, ist er seit 2023 Cheftrainer beim MHK Dynamo Sankt Petersburg ebenfalls in der Molodjoschnaja Chokkeinaja Liga.

## Statistik
(Stand: Ende der Saison 2016/17)